# 13033 Gardon
13033 Gardon este un asteroid din centura principală de asteroizi.

## Descriere
13033 Gardon este un asteroid din centura principală de asteroizi. A fost descoperit pe 7 octombrie 1989 la Observatorul La Silla de Eric Walter Elst. Asteroidul prezintă o orbită caracterizată de o semiaxă mare de 2,68 ua, o excentricitate de 0,04 și o înclinație de 6,5° în raport cu ecliptica.